# Ignác Ottava
Ignác Ottava (27. července 1852 Nové Zámky – 4. prosince 1914 Budapešť) byl slovenský lékař, profesor očního lékařství na Lékařské fakultě Budapešťské univerzity. Ve své době významná osobnost[ujasnit] středoevropské oftalmologie, věnoval se především výzkumu a léčbě trachomu. Jeho jméno nese jedna z ulic v městečku Révfülöp na břehu Blatenského jezera (Balatonu).